# Natasha Hastings
Natasha Monique Hastings (* 23. Juli 1986 in New York City) ist eine US-amerikanische Leichtathletin, die sich auf den 400-Meter-Lauf spezialisiert hat.
Sie wurde 2003 Jugendweltmeisterin und 2004 Juniorenweltmeisterin über 400 Meter. Im Erwachsenenbereich trat sie vor allem als Staffelläuferin in Erscheinung. Sie war Mitglied der US-amerikanischen 4-mal-400-Meter-Staffeln, die jeweils die Goldmedaillen bei den Olympischen Spielen 2008 in Peking sowie bei den Weltmeisterschaften 2007 in Osaka, 2009 in Berlin und 2011 in Daegu gewannen. Bei allen vier Wettbewerben kam Hastings zwar in der Qualifikationsrunde zum Einsatz, wurde jedoch im Finale durch eine andere Läuferin ersetzt. Bei den Hallenweltmeisterschaften 2010 in Doha trat sie erstmals in einem internationalen Finale für die Staffel an. Sie gewann gemeinsam mit Debbie Dunn, DeeDee Trotter und Allyson Felix den Titel.
Bei den Weltmeisterschaften 2013 in Moskau und 2015 in Peking gewann sie mit der US-Staffel jeweils die Silbermedaille.
Bei den Olympischen Spielen 2016 verpasste sie als Vierte eine Medaille im 400-Meter-Lauf. Gemeinsam mit Allyson Felix, Phyllis Francis und Courtney Okolo gewann sie im Staffelwettbewerb Gold.
Natasha Hastings hat bei einer Körpergröße von 1,73 m ein Wettkampfgewicht von 61 kg.

## Bestleistungen
- 200 m: 22,61 s, 25. Mai 2007, Gainesville (Florida)
- 400 m: 49,84 s, 23. Juni 2007, Indianapolis